# FIS (empresa)
Fidelity National Information Services, Inc. (FIS) es una corporación multinacional estadounidense que ofrece una amplia gama de productos y servicios financieros. FIS es más conocida por su desarrollo de Tecnología Financiera, o FinTech, y a partir del segundo trimestre de 2024 ofrece sus soluciones en dos segmentos principales: Soluciones Bancarias y Soluciones para el Mercado de Capitales. Anualmente, FIS facilita el movimiento de aproximadamente $9 billones a través del procesamiento de aproximadamente 75 mil millones de transacciones al servicio de más de 20,000 clientes en todo el mundo.
FIS ocupó el segundo lugar en el ranking FinTech Forward 2016. Después de adquirir Worldpay por $35 mil millones en el tercer trimestre de 2019, FIS se convirtió en la compañía de procesamiento y pagos más grande del mundo.

## Historia
La compañía fue fundada en Little Rock en 1968 como Systematics, que luego fue adquirida por ALLTEL Information Services como su división de Servicios Financieros. Alltell luego vendió esta división al gigante de seguros de título Fidelity National Financial en 2003, quien la renombró Fidelity Information Services (FIS).

## Operaciones
FIS tiene una cartera de productos para el sector de servicios financieros, incluyendo banca minorista y de inversión. Estos incluyen "Profile", una aplicación bancaria basada en código abierto GT.M, un motor de base de datos de procesamiento de transacciones mantenido por FIS.

## Fusiones, adquisiciones y desinversiones
A lo largo de su historia, FIS ha realizado muchas adquisiciones. La más grande hasta la fecha se habría estimado en alrededor de US$70 mil millones, pero fracasó en diciembre de 2020.

### Desinversiones
En febrero de 2023, a raíz de la presión de los inversores activistas, la compañía anunció que escindiría su negocio de comerciantes que consistía en Worldpay en los próximos 12 meses. En julio de 2023, FIS acordó vender una participación del 55 por ciento en Worldpay a la firma de capital privado GTCR por $11.7 mil millones, valorando a WorldPay en $18.5 mil millones. El 1 de febrero de 2024, la compañía anunció que había completado la venta de una participación mayoritaria en su negocio de Soluciones para Comerciantes de Worldpay a GTCR en una transacción que valoró el acuerdo en US$18.5 mil millones, incluyendo US$1 mil millones contingentes a los rendimientos obtenidos por GTCR. FIS mantendrá acuerdos comerciales con Worldpay y creará una asociación estratégica conjunta de comercialización entre ambas entidades.

## Finanzas
En el informe de ganancias del primer trimestre de 2020 de FIS se informó un aumento interanual del 50% en los ingresos trimestrales, que subieron de $2.07 mil millones a $3.01 mil millones, mientras que las ganancias netas ajustadas se duplicaron con creces (+112%) de $378 millones a $802 millones. Según el informe de ganancias del primer trimestre de 2020 de FIS, la mayoría de estos aumentos sustanciales pueden atribuirse a la históricamente masiva fusión/adquisición de $35 mil millones con Worldpay, Inc. que se cerró en el tercer trimestre de 2019.
Para el año fiscal 2017, FIS reportó ganancias de US$1.319 mil millones, con ingresos anuales de US$9.123 mil millones, una disminución del 1.3% con respecto al ciclo fiscal anterior. Las acciones de FIS se cotizaron a más de $106 por acción, y su capitalización de mercado se valoró en más de US$33 mil millones en noviembre de 2018.

## Controversias
El 3 de julio de 2007, Certegy Check Services, parte de FIS, anunció que un empleado de una de sus subsidiarias robó 2.3 millones de registros de consumidores que contenían información de tarjetas de crédito, cuentas bancarias y otra información personal. Esta estimación se incrementó posteriormente a 8.5 millones de registros de consumidores. Al mes siguiente, un bufete de abogados presentó una demanda colectiva contra CCS y su empresa matriz FIS basada en la violación de la privacidad; el bufete alega que, dado que CCS proporciona servicios de verificación de cheques a muchas de las principales tiendas de EE. UU., "los consumidores no eligen utilizar los servicios de estas empresas, sino que se ven obligados a hacerlo".
En agosto de 2011, eFunds Prepaid Solutions, con sede en Florida y parte de FIS, fue víctima de un sofisticado ciberataque en el que piratas informáticos robaron $13 millones de cajeros automáticos utilizando 22 tarjetas prepagas robadas pertenecientes a un solo cliente de FIS.
El 16 y 17 de enero de 2025, FIS informó de un corte de energía que causó problemas técnicos en un gran número de bancos, incluido Capital One. Los depositantes informan que no pueden acceder a la banca en línea o móvil o que no tienen datos actuales precisos.